# Xu Demei
Xu Demei (徐德妹S, Xú DémèiP; Zhejiang, 23 maggio 1967) è un'ex giavellottista cinese.
Partecipò nel 1991 ai mondiali di atletica leggera, guadagnando la medaglia d'oro nella sua specialità con un lancio di 68,78 m, misura che segnò il suo primato personale. Nel 1992 partecipò anche ai Giochi olimpici, classificandosi solo quattordicesima.

## Progressione
| Stagione | Risultato | Luogo | Data | Rank. Mond. |
| -------- | --------- | ----- | ---- | ----------- |
| 1991     | 68,78 m   |       |      | -           |
| 1990     | 68,30 m   |       |      | -           |
| 1989     | 59,32 m   |       |      | -           |
| 1988     | 61,06 m   |       |      | -           |
| 1987     | 60,92 m   |       |      | -           |
| 1986     | 60,10 m   |       |      | -           |
| 1985     | 58,82 m   |       |      | -           |

## Palmarès
| Anno | Manifestazione      | Sede         | Evento                 | Risultato | Prestazione | Note                          |
| ---- | ------------------- | ------------ | ---------------------- | --------- | ----------- | ----------------------------- |
| 1989 | Campionati asiatici | Nuova Delhi  | Lancio del giavellotto | Argento   | 57,32 m     |                               |
| 1990 | Giochi asiatici     | Pechino      | Lancio del giavellotto | Argento   | 61,92 m     |                               |
| 1991 | Campionati asiatici | Kuala Lumpur | Lancio del giavellotto | Oro       | 59,84 m     |                               |
| 1991 | Mondiali            | Tokyo        | Lancio del giavellotto | Oro       | 68,78 m     | Miglior prestazione personale |
| 1992 | Giochi olimpici     | Barcellona   | Lancio del giavellotto | 14ª       | 59,98 m     |                               |